# 方塊舞

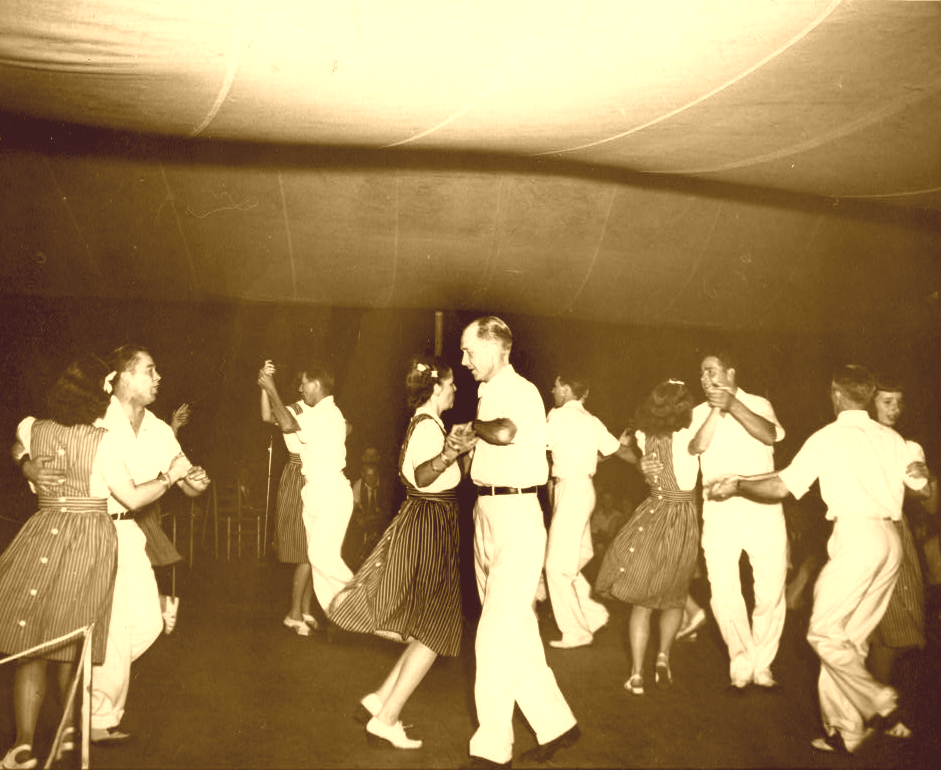
阿什维尔音樂節上跳的方塊舞

方塊舞（Square dance），為美國鄉村西部舞、民族舞蹈的一種，在美國中西部是很普遍的團體社交舞。由四對舞伴排成正方形而舞，主要由英國舞蹈、卡德利爾舞（French quadrille）衍化而來。

## 源流
对后来方块舞之出现较具影响的舞蹈有以下几种： 

### Mountain Dances
舞者围成大圆圈分单数对与双数对分别跳的舞蹈，源自英格兰，流行于美国东南部the Appalachians山脉高地区域。此类舞蹈较为人知的有：Kentucky Running Sets, Tennessee Mountain Dances与Appalachian Circles等。

### 卡德利尔舞
每四对男女舞伴围成一个方形，通常由伴奏乐团中的第二小提琴手一面提词动作口令一面进行的舞蹈。此方形舞源自法国，于十八世纪初至中叶甚为流行，可说是方块舞的前身。 

### 枪骑兵方块舞
与卡德利尔舞非常类似，但更为高雅的方形舞蹈，分别由6/8, 2/4, 4/4等不同节奏的五段舞曲组合而成。女士们着内吊箍圈的长蓬裙，男士则着挺拔耀眼的军官礼服，该舞自英法传入后流行于当时上流社会。 

### Contras
源自英国乡村舞蹈，舞者面对面排成两长排，依指挥者在每段乐句结尾前喊出动作口令后，舞者在下个乐句的第一拍踏出舞步，气氛热闹而欢乐。那些动作口令后来多出现于方块舞中。 

### Mescolanzas
与Contras不同处，在于队形是由两对男女成一横排面对另两对男女组成一个单位，平行的各组依口令跳完一段后，与面对者错肩而过，前进至下一位置与另两对成新的一组重覆前面的舞步。

## 外部連結
- Callerlab: The International Association of Square Dance Callers
- History and Heritage of Modern American Square Dancing
- Information & Resources on Australia's 1950's Square Dancing BOOM!
- History of Square and Contra Dance （页面存档备份，存于）
- Square and Round Dancing Australia/NZ （页面存档备份，存于）
- Western Star Dancers （页面存档备份，存于）
- Square Dance Foundation of New England （页面存档备份，存于）
- Tidewater / Hampton Roads Square Dancers: Square Dancers of Virginia （页面存档备份，存于）